# Kåmptjärnen
Kåmptjärnen är en sjö i Bergs kommun i Jämtland och ingår i Ljungans huvudavrinningsområde.